# Libijsko more
Libijsko more (grčki: Λιβυκό Πέλαγος / Livykó Pélagos, arapski البحر الليبي) dio je Sredozemnog mora čije su granice na sjeveru grčki otoci Kitera, Kreta i Karpatos, te na jugu libijska obala sjeverne Afrike. Ovo more povezano je na sjeverozapadu s Jonskim morem, na sjeveru s Kretskim morem, na sjeveroistoku s Egejskim morem, te na istoku s Levantinskim morem. Za razliku od Egejskog mora koje je puno otoka, pomorci Libijsko more smatraju otvorenim morem.  
U Libijskom moru postoji samo mali broj otoka i to blizu južne obale Krete. Najveći i jedini naseljeni od njih je Gavdos koji se nalazi 30 km od obale Krete. Među manjim otocima nalaze se Gavdopula, Paksimadija, Krisi i Kufonisi, od kojih se svi nalaze unutar grčkih teritorijalnih voda. Libijsko more nešto je hladnije od ostatka istočnog Sredozemnog mora, najviše zbog velike dubine i morskih struja.